# Penzlin (Meyenburg)
Penzlin ist ein Gemeindeteil der Stadt Meyenburg im Landkreis Prignitz in Brandenburg.

## Geografie
Der Ort liegt drei Kilometer südsüdöstlich von Meyenburg. Die Nachbarorte sind Schabernack im Nordosten, Schmolde im Osten, Warnsdorf im Südosten, Brügge im Süden, Brügge-Ausbau und Penzlin-Süd im Südwesten, Ziegelei im Westen sowie Bergsoll im Nordwesten.

## Geschichte
Bis zum 30. September 1928 bildete Penzlin einen Gutsbezirk im damals preußischen Landkreis Ostprignitz der Provinz Brandenburg. Im Zuge der Auflösung der preußischen Gutsbezirke wurde der Ort daraufhin in die Gemeinde Schmolde eingegliedert. Am 31. Dezember 2001 wurde Schmolde mit dem Ortsteil Penzlin nach Meyenburg eingemeindet.

## Verkehr

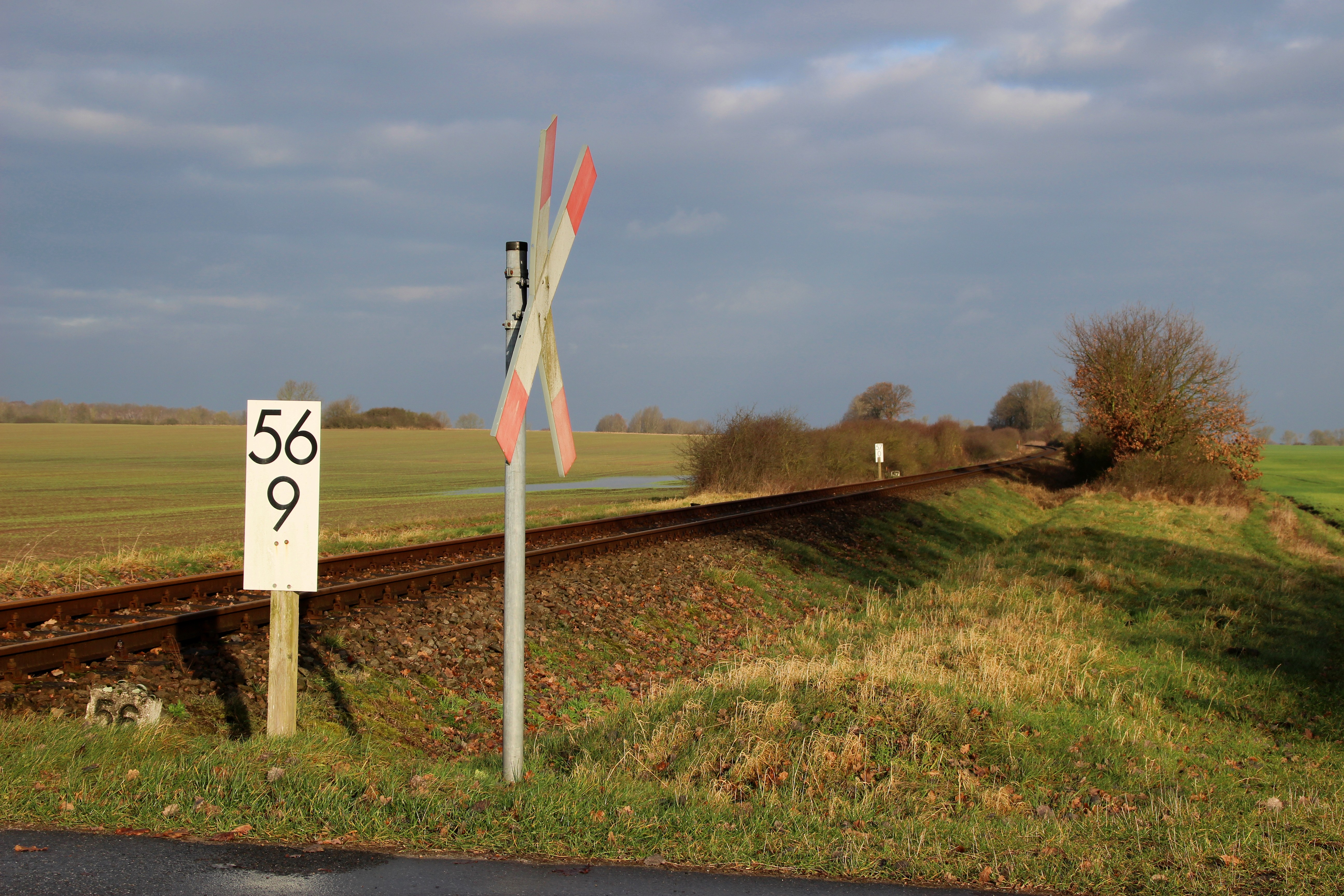
Bahnübergang östlich Penzlin-Süd

Westlich von Penzlin bzw. östlich von Penzlin-Süd verläuft die Bahnstrecke Neustadt–Meyenburg. Es verkehrt die Linie RB 74.